# Capela Sfânta Ecaterina din Brașov
Capela Sfânta Ecaterina (în germană Sankt-Katharinen-Hof, în latină curia sanctae Katherinae) a fost un lăcaș catolic din Brașov, menționat prima dată în 1388 și demolat în 1559, plasat în imediata vecinătate a Bisericii Negre. Capela făcea parte dintr-o mănăstire de călugărițe premonstratense, mai apoi cisterciene.

## Începuturile capelei
Deși prima mențiune sigură a construcției datează din 26 iulie 1388, când se afla sub ascultarea rectorului Ioan și aparținea de ordinul cistercian, Paul Binder și alți cercetători sunt de părere că există o identitate între aceasta și mănăstirea premonstratensă de călugărițe, menționată în 1235 în „Catalogus Ninivensis”. Lăcașul a fost distrus în timpul invaziei tătare din 1241, iar mai apoi refăcut. Paul Binder este de părere, în continuare, că mănăstirea a fost preluată de către ordinul cistercian în intervalul 1280 - 1290. Totuși, alți cercetători sunt de părere că mănăstirea a aparținut dintru început cistercienilor fiind construită între anii 1202 și 1228. Această teorie a fost pusă sub semnul întrebării de Lidia Gross de la Institutul de Istorie „George Barițiu” din Cluj, care a comparat informațiile oferite cu cele din bibliografia indicată. 
Paul Binder socotește că așezământul era un beghinaj: „Patroana beghinelor, de sub oblăduirea ordinului premonstratens, era de obicei «fecioara și martira Sf. Ecaterina» (Catherina Virgo et Martyr). După declinul premonstratenșilor, conducerea curții beghinelor a fost preluată în toată Europa de cistercieni. În acele cazuri însă în care hramul bisericilor din curțile beghinelor era Sf. Ecaterina, ctitorii acestora au fost premonstratenși. Toate mănăstirile înființate de cistercieni au ca hram exclusiv pe Sf. Maria”.
Cercetătoarea Dana Jenei conchide: „Cistercian sau la origine premonstratens și preluat după declinul ordinului [...], așezământul de pe lângă capela Sf. Ecaterina din Brașov a fost fondat foarte probabil în prima perioadă de existență a orașului Corona, în paralel cu înființarea localității de către coloniștii germani catolici”.

## Localizare

Curtea Johannes Honterus. Hartă înfățișând construcțiile actuale. Pe aceasta se pot localiza:
1. Biserica Neagră
2. Capela Sf. Ecaterina
3. Școala Mare (după 1541)
4. Casa parohială
5. Școala. După 1547 biblioteca lui Honterus

Până la descoperirea capelei pe calea săpăturilor arheologice, aceasta fusese situată cu aproximație în sudul Bisericii Negre, fiind luată în considerare și vechea denumire a străzii Paul Richter („Katharinen Hoff”). Aceasta a fost considerată ca limită vestică a așezării. În 1976 au fost efectuate niște lucrări de reparații și întreținere la subsolul corpului C al liceului „Johannes Honterus”, aflat în aceeași zonă, în urma cărora au fost descoperite fundațiile capelei.
În momentul ființării ei, capela se afla în mijlocul orașului, aproape de piața centrală – Piața Sfatului. În vecinătatea ei se regăseau școala (situată în Curtea Johannes Honterus nr. 8) și casa parohială (Curtea Johannes Honterus nr. 2). Lăcașele de cult situate în apropiere erau Biserica Sf. Maria, reconstruită în stil gotic târziu între 1383 și 1477, capelele Corporis Christi, capela Sf. Laurențiu și a Tuturor Sfinților, conventul dominican Sf. Petru și Pavel, și mănăstirea de călugărițe clarise, grupată în jurul bisericii Sf. Ioan.

## Arhitectură
Arhitectura capelei a fost stabilită în urma săpăturilor arheologice din 1976, precum și a altora, de dată mai recentă (2003-2004). Construcția realizată din piatră nefasonată legată cu mortar are un plan dreptunghiular (lățime: 7,5 m în interior și 10 m în exterior), prezentând o absidă pentagonală și contraforți dreptunghiulari în exterior. Aceștia susțineau o boltă în cruce pe ogive. Fundațiile măsoară 1,30 - 1,40 m grosime, iar construcția în ansamblu prezintă similitudini cu cele de tip cistercian de la Cârța și din Bartolomeu. Acest fapt permite datarea ei la începutul secolului al XIII-lea.
Acestor date arheologice li se adaugă unica imagine păstrată a capelei, împreună cu celelalte construcții din jur (azi dispărute). Este vorba despre o frescă din Biserica Neagră (din 1477), distrusă în parte de către reformați și mai apoi de către incendiul din 1689 și restaurată în 1971. Fresca o reprezintă pe Fecioara Maria cu Pruncul pe tron, flancată de sfintele Ecaterina și Barbara. În fundalul sfintelor au fost reprezentate capelele din Brașov care le poartă hramul. Capela Sf. Ecaterina era o construcție simplă, având acoperișul în două ape, fără turn. Accesul se făcea dinspre vest, iar frontonul prezenta o rozasă similară celei de la Cârța.

## Mănăstirea în secolele XIV-XVI. Demolarea ei și perpetuarea numelui

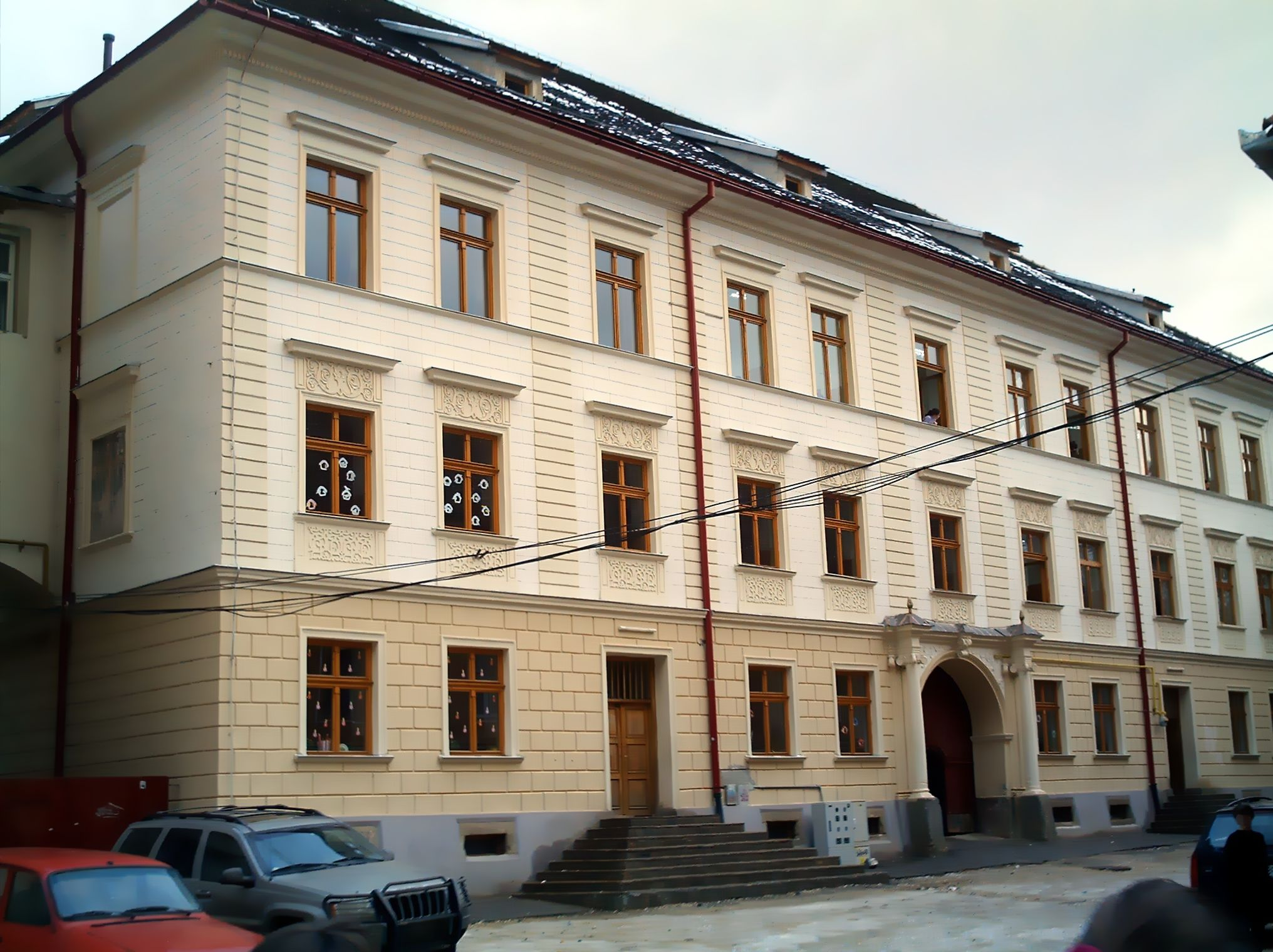
Astăzi, pe locul capelei se găsește corpul „C” al liceului „Johannes Honterus”.

La data primei menționări documentare (26 iulie 1388), capela era condusă de fratele Ioan din ordinul cistercienilor. Din 1406 datează o scrisoare a călugărițelor din convent către Papa de la Roma, prin care i se cerea dreptatea într-o chestiune litigioasă. Ulterior anului 1474, când abația cisterciană de la Cârța este desființată, capela Sf. Ecaterina trece sub administrația prepoziturii de Sibiu. Trei ani mai târziu, în 1477, regele Matias Corvinul acordă magistraturii brașovene privilegiul de a numi rectorul capelei. În acest document se arată faptul că lăcașul aparținuse abației de Kerz (Cârța), lucru regăsit și într-un document din anul 1497. Ulterior acestui an este ales drept administrator Pater Paulus, care în 1509 scria magistratului sibian că de mai bine de zece ani se află în această poziție. Ultima mențiune a lui Pater Paulus ca administrator al mănăstirii datează din 1539. Reforma ajunge la Brașov în 1541 prin Johannes Honterus, iar în urma acesteia mănăstirea „călugărițelor gri” este desființată. Bunurile ei sunt secularizate în folosul noii religii, iar capela este transformată în școală, „școala mică”. În 1559 capela și construcțiile anexe sunt dărâmate, peste fundațiile ei fiind construite școala elementară și internatul studenților. Astfel, zidul de nord al capelei coincide cu fundația școlii (iar astăzi a clădirii edificate pe același loc între 1786 și 1793), iar zona absidei a fost ocolită prin arce de descărcare. De asemenea, osemintele aflate în acel loc au fost înhumate la loc în interiorul capelei și în cripte construite în ziduri la subsolul noilor construcții. Ele au fost regăsite în urma săpăturilor arheologice din 2003-2004.
Numele capelei s-a perpetuat asupra străzii alăturate, precum și asupra unui cartier al Brașovului, cvartalul „Katharinae”. Totuși, capela se situa în cvartalul „Corpus Christi”, nu în „Katharinae”. De asemenea, turnul-poartă construit în stilul Renașterii în 1559 a preluat denumirea capelei, fiind cunoscut și astăzi sub numele de Poarta Ecaterinei.